# Thomas Pavel
Toma Pavel (n. 1941, București) este un critic literar și un profesor de literatură engleză de origine română. Pe numele lui românesc Toma Pavel s-a născut la București în 1941, si este fiul cunoscutului avocat Doru Pavel și al Ameliei Pavel, istoric de artă.

## Studii
Absolvă strălucit Facultatea de Filologie a Universității din București (în 1962) și lucrează ca cercetător la Centrul de Cercetări Fonetice și Dialectale de sub conducerea lui Alexandru Rosetti, maestrul său în anii de formație lingvistică.
Împreună cu alți colegi de generație, este unul dintre fondatorii Cercului de Poetică și Stilistică din București (1963), aflat sub îndrumarea lui Tudor Vianu, Mihai Pop și Alexandru Rosetti.
Prima sa carte, Fragmente despre cuvinte (1968), impune deodată un eseist strălucitor și non-conformist. Toma Pavel s-a expatriat în Franța în vara anului 1969.

## Cariera internațională
După doi ani, în 1971, își susținea deja teza de doctorat la Universitatea din Paris sub îndrumarea lui A. J. Greimas. Devine apoi profesor la Departamentul de Lingvistică al Universității din Ottawa (1971), unde profesează până în anul 1981.
După 1981, va preda mai ales literatură, filozofie și studii culturale la Universitatea din Montréal (1981-1986) apoi la universități din Statele Unite: Santa Cruz (California) (1986-1989) și Princeton (1989-1999).
Începând din 1999 profesor la Universitatea din Chicago în departamenetele de Limbi Romanice și de Literatură Comparată ca și în Comitetul Gândirii Sociale, a ieșit la pensie în 2021, ca profesor emeritus..

## Opera sa critică
Prima sa carte publicată în străinătate, încă marcată de structuralism, reprezintă, până astăzi, una dintre foarte puținele tentative reușite de a introduce rigoarea, dacă nu formalismul, în studiul textului dramatic: La syntaxe narrative des tragedies de Corneille, Paris, Klincksieck, 1976.
Se desparte însă curând de principiile unei analize pur formale prin The Poetics of Plot: the Case of English Renaissance Drama (Minneapolis, 1985) și mai ales prin lucrarea fundamentală Fictional Worlds (Cambridge, Mass., 1986).
Tradusă în limbile franceză, italiană, spaniolă și română, Lumi ficționale a devenit o carte de referință în domeniul hermeneuticii literare actuale și una dintre puținele tentative originale de a defini pur și simplu literatura la sfârșitul secolului al XX-lea.
Au urmat apoi Le mirage linguistique (Paris, Ed. du Minuit, 1988)(trad.rom. Mirajul lingvistic) , poate cea mai inteligentă privire critică asupra structuralismului, carte ce a stârnit entuziasmul lui Jean-Francois Revel ori Roger-Paul Droit; apoi L'art de l'eloignement (Paris, Gallimard, 1996)( trad. rom. Arta îndepărtării, exegeză care, în lunga serie de sinteze asupra clasicismului, ocupă un loc distinct și proeminent.
Ultimele sale cărți se intitulează De Barthes et Balzac (scrisă în colaborare cu Claude Bremond, Paris, 2000) și, mai ales, La pensée du roman, la Editura Gallimard. Romancier impenitent el însuși (prin [[Le miroir persan, Montréal, 1978)(trad. rom. Oglinda persană), autorul realizează în această lucrare Gândirea asupra romanului(trad. aprox.) o extraordinară poetică a romanului european, din Antichitate până în secolul al XX-lea.
Dintre principalele sale cărți, au fost traduse în românește Lumi ficționale (Minerva, 1992), Mirajul lingvistic (Univers, 1993) și Arta îndepărtării (Nemira, 1999). Cunoscut în ultimii ani și publicului din țara sa natală, Thomas Pavel a început să influențeze benefic gândirea literară românească, mai ales pe cea a tinerelor generații.